# Passeromyia indecora
Passeromyia indecora är en tvåvingeart som först beskrevs av Walker 1858.  Passeromyia indecora ingår i släktet Passeromyia och familjen husflugor. Inga underarter finns listade i Catalogue of Life.